# Bluegrass
Bluegrass je hudební styl, který vznikl kolem roku 1948 ve Spojených státech.
Patří do skupiny stylů, které se nazývají Country & Western Music. Tato hudba se původně hrála v oblasti amerického Jihu (Appalačské pohoří, Kentucky, Jižní a Severní Karolína).
Bluegrass je charakteristický především použitými nástroji a způsobem zpěvu. Tradiční složení hudební skupiny používá pět základních akustických nástrojů: pětistrunné banjo, mandolínu, kytaru, housle a kontrabas. Později (kolem roku 1955) přibylo také dobro (což je druh tzv. resofonické kytary).
Vokální složka hudby se skládá až ze čtyř hlasů: vedoucí (lead), tenor, vysoký tenor (high tenor) nebo baryton a čtvrtým je bas. Často se ale uplatňují pouze první dva hlasy v podobě tzv. kříženého vokálu.
Bluegrass navazuje na hudební tradice bílého obyvatelstva Jihu USA. Původní styl se nazývá hillbilly music nebo old-time music, podle teoretiků správněji tzv. mountain music, jak se nazývá hudba horalů Appalačského pohoří.
Velká část skladeb má svůj původ v anglo-americkém folklóru i ve skladbách ostatních národů, přicházejících do Ameriky. Zároveň byl ovlivněn některými prvky dobové populární hudby amerického Severu a jazzu.
První skupinou, která tyto prvky používala, byla Blue Grass Boys, kterou založil „otec bluegrassu“ Bill Monroe kolem roku 1938. Její styl se ustálil v roce 1945, který je považován za rok vzniku bluegrassu. Skupina hrála až do roku 1948 v sestavě: Bill Monroe (mandolína, zpěv), Lester Flatt (kytara, zpěv), Earl Scruggs (banjo, zpěv), Chubby Wise (housle) a Howard Watts alias Cedric Rainwater (kontrabas). Od názvu této skupiny se odvíjí název celého hudebního stylu. Blue grass je původně anglické označení pro lipnici luční (Poa pratensis), typickou rostlinu státu Kentucky (Kentucky samo má tradiční přezdívku Bluegrass State), odkud Bill Monroe pocházel.
Hudba tohoto období se označuje jako tradiční bluegrass. Vzniklo mnoho dalších skupin a styl se dále rozvíjel v celou řadu navazujících stylů. Styl je stále živý a má mnoho příznivců i aktivních hudebníků i v České republice.
Propagaci tohoto stylu v Česku se systematicky věnuje také pražské Country radio, ve svém pravidelném pořadu Bluegrassová kolekce, který uvádí každý týden Zbyněk Bureš, člen skupiny Reliéf.

## Vybraní američtí interpreti
- Bill Monroe
- Lester Flatt
- Earl Scruggs
- Doc Watson
- Stanley Brothers
- Sam Bush
- Osborne Brothers
- Ricky Skaggs
- Alison Krauss
- Alison Brown
- Rhonda Vincent
- Tony Rice

## Čeští interpreti
- Album
- Benefit
- Blanket
- BlueREJ
- Bobři
- Cop a Míša Leicht
- Cvykr
- Poutníci
- Flashback
- Frýda & Company
- Funny Grass
- GoodWill
- GrassRoad
- CHBQ (Chval Brothers Quintet)
- Křeni
- Milkeaters
- Malina Brothers
- Marko Čermák (Paběrky)
- Monogram
- Nová Sekce
- Petr Kůs a Fámy
- Popojedem
- Ptačoroko
- Reliéf
- Robert Křesťan & Druhá tráva
- Roll's Boys
- Rooster Riders
- Sakrapes
- Svaťa Kotas band
- Twisted Timber
- V modrém stínu
- Wind a Igor Mališ
- WOWtrio

## České bluegrassové festivaly
- Banjo Jamboree
- Bluegrass Party Mlékojedy
- Bluegrass Marathon v Borovanech
- Jamboree Strakonice
- White Stork bluegrass & jeep festival